# Persona (pel·lícula)
Persona és una pel·lícula sueca d'Ingmar Bergman estrenada el 1966. És considerada una de les obres mestres del cine del segle xx.
És un dels films més audaços del director suec, des d'un punt de vista formal, ja que introdueix nombrosos elements vanguardistes dels corrents renovadors del cine de la nouvelle vague francesa i del free cinema anglosaxó.
La història tracta d'una jove infermera anomenada Alma (Bibi Andersson) i la seva pacient, una coneguda actriu de teatre anomenada Elisabet Vogler (Liv Ullmann) que ha deixat de parlar sobtadament...
Persona ha estat etiquetada com un drama psicològic i de terror modernista. Va ser objecte de censura a causa de la controvèrsia dels temes que tractava: malaltia, mort, desolació i bogeria. La pel·lícula suposa la sisena col·laboració entre l'influent cineasta Sven Nykvist i el director Ingmar Bergman, i compta amb el minimalisme que el caracteritza. Com altres treballs de Bergman, està ambientada i rodada a Suècia
Persona és considerada un dels majors treballs del segle XX per assagistes i crítics com Susan Sontang, que qualifica la pel·lícula com l'obra mestra del cineasta. Altres crítics l'han descrit com "una de les obres d'art més grans d'aquest segle"

## Argument
Elizabeth Vogler, cèlebre actriu al teatre, s'interromp bruscament enmig d'una actuació de l'obra Electra. Ja no parlarà. En principi cuidada en una clínica, l'administradora de l'hospital li ofereix el seu xalet a la costa i l'envia a reposar a la vora del mar en companyia d'Alma, una jove infermera. La relació entre les dues, que en un primer moment és una mica freda, va millorant. El silenci permanent d'Elizabeth condueix Alma a parlar i a confiar. A poc a poc, Alma abandona els temes de conversa trivials i comença a parlar a Elizabeth d'allò que li causa angoixa i dels seus problemes personals. Aquesta fase de la relació entre les dues protagonistes arriba al seu punt culminant en el moment en què Alma comença a narrar a Elizabeth un encontre sexual a la platja amb dos menors arran del qual va quedar embarassada i que va fer que acabés avortant.
El descobriment per part d'Alma d'una carta en què Elizabeth revela aquesta confessió a la metgessa d'una manera que troba indignant provoca el "trencament" en la trama, amb una posterior "suspensió" de la temporalitat i les relacions entre les dues protagonistes, que donarà lloc a les seqüències més famoses de la pel·lícula.

## Repartiment
- Liv Ullmann: Elizabeth Vogler
- Bibi Andersson: Alma
- Margaretha Krook: el metge
- Gunnar Björnstrand: el marit d'Elizabeth

## Producció
El primer títol que Bergman va voler donar-li a Persona va ser el de Cinematografia perquè és un film que parla de si mateix, de la seva pròpia filmicidad. La pel·lícula va tenir diversos títols de treball: "Sonat två för kvinnor" (Sonata per a dues dones), "Ett stycke Kinematografi" (Un tros de Cinematografia), "Opus 27", i "Kinematografi", però, el productor va suggerir alguna cosa més accessible i el títol de la pel·lícula es va canviar.
La pel·lícula va ser filmada a l'illa de Fårö estudis, d'Estocolm. El rodatge va començar el 19 de juliol i va finalitzar el 15 de setembre de 1965. Bergman va escriure Persona durant nou setmanes mentre es recuperava d'una pneumònia. Ell va escriure en el seu llibre Imatges: "Avui sento que en Persona m'havia anat tan lluny com podia anar. I que en aquest cas, quan es treballa amb total llibertat, es diuen secrets sense paraules que només el cinema pot descobrir". També va dir: "En algun moment o altre, vaig dir que Persona em va salvar la vida, i no és una exageració. Si jo no hagués trobat la força per fer la pel·lícula, probablement hauria estat encallat. Un punt important: per primera vegada no m'importava gens ni mica si el resultat seria un èxit comercial ... "
Segons Bergman, els orígens de Persona es remunten a una trobada casual en una cantonada d'un carrer d'Estocolm on Bibi Andersson li va presentar a Liv Ullmann. La seva associació mental de les dues dones va ajudar a formar la idea interna de la pel·lícula. D'altra banda, d'acord amb el primer, afirma que la seva imatge seminal de dues dones "vestint barrets grans i posant les seves mans una al costat de l'altra" - va derivar de la "estranya semblança" d'una imatge que es va mostrar d'Andersson i Ullmann prenent el sol.

## Temes i interpretacions
Hi ha hagut moltes interpretacions sobre la pel·lícula Persona.
Marilyn Johns Blackwell reflecteix la resistència d'Elisabet davant el llenguatge, que es pot interpretar com una resistència als seus rols de gènere. En mostrar aquesta tensió com un experiment principalment per dones, Bergman pot dir que "problematitzar la posició de la dona com una altra" i que els rols de la societat assigna a les dones són "essencialment aliens a la seva subjectivitat". L'actriu sosté que l'atracció entre Elizabeth i Alma i l'absència de sexualitat masculina amb la seva identificació amb els altres, i la permeabilitat de les fronteres entre el jo i l'altre, crea una duplicació que revela la "múltiple i canviant de la identitat contradictòria", una noció d'identitat que soscava la ideologia masculina. Aquest tema de la unificació i la duplicació es veu al principi de la pel·lícula en la declaració d'Alma que ella va anar a veure una de les pel·lícules d'Elisabet i el va impactar la idea que eren molt semblants.
Blackwell també estableix que el títol original suggereix una possible clau amb la interpretació dels temes de la pel·lícula; Un tros de Cinematografia podria ser una al·lusió a la preocupació per la naturalesa de la representació (l'estat de la imatge, de la paraula, de l'acció, del mitjà de la pel·lícula en si). Susan Sontag també suggereix que Persona es construeix com una sèrie de variacions sobre un tema de "duplicitat". El tema de la pel·lícula, Sontag proposa, és "la violència de l'esperit"
Lloyd Michaels resumeix el que ell anomena "la visió més generalitzada" dels continguts de Persona. D'acord amb aquest punt de vista, Persona és "una mena de pel·lícula de terror modernista". La condició d'Elisabet, descrit per un metge com "el somni sense esperança de ser", és "la condició compartida de tots dos per l'art de la vida i el cinema". Bergman i Elisabet comparteixen el mateix dilema: no poden respondre autènticament a les "grans catàstrofes" (com l'Holocaust o la guerra del Vietnam).
Frank Gado veu Persona com un "procés de doble rosca de descobriment del que envolta la maternitat". La retirada d'Elisabet en el silenci podria ser una manera de rebutjar el paper de la mare, l'únic paper que l'actriu no podia desprendre. La infermera s'adona que ella ha fet precisament el que Elisabet va intentar i no va poder fer: esborrar un nen de la seva vida per mitjà de l'avortament.

## Forma
En la forma, destaca el tractament del monòleg d'Alma a Elisabeth. En lloc de resoldre-ho de la manera tradicional amb el mecanisme del pla- contraplà per observar les reaccions de l'oient, Bergman repeteix dues vegades el monòleg: una primera vegada amb el pla de la cara d'Elisabeth i una segona amb el d'Alma. Fuig d'aquesta manera del convencionalisme formal i atorga un força brutal a aquest moment d'alt contingut emocional perquè Alma revela algunes de les possibles claus del malestar mental del seu pacient: el desinterès d'un fill no volgut i rebutjat.
Aquest és un film, però, que no s'esgota en un sol visionat sinó que molt al contrari. Cada vegada que es veu es treuen noves impressions, noves lectures. Un enigma fílmic que no es resol amb un final feliç.

## Censura
Dues escenes de la pel·lícula van sofrir censura: al principi s'elimina una petita escena que representa un penis erecte, també se censuren segments del monòleg d'Alma sobre el seu avortament. En la versió americana a més no fa cap referència a les edats; en l'original, s'entén que els nois són de dotze o tretze anys.
Quan l'arxiver de MGM, John Kirk, va restaurar Persona com a part d'un projecte de restauració més gran, va treballar amb la versió original, sense censura, amb el pla del penis erecte. També va crear nous subtítols encarregant a diversos experts en idiomes que proporcionessin noves traduccions per al diàleg; això és especialment notable durant les descripcions gràfiques sexuals d'Alma, que alguns eren reticents a traduir sense baixar el to del llenguatge. La versió original, sense censura no estava àmpliament disponible als EUA fins a 2004, quan el departament de vídeo casolà de MGM va reeditar Persona en DVD amb la restauració de la pel·lícula de Kirk.
Quan s'estrenà a Catalunya? censurada? etc